# Сьерра-Горда (Чили)
Сьерра-Горда  (исп. Sierra Gorda) — посёлок в Чили. Административный центр одноимённой коммуны. Население посёлка — 428 человек (2002). Посёлок и коммуна входит в состав провинции Антофагаста и области Антофагаста.
Территория — 12 886.0 км². Численность населения — 10 186 жителя (2017). Плотность населения — 0,79 чел./км².

## Расположение
Посёлок расположен в 140 км на северо-восток от административного центра области — города Антофагаста.
Коммуна граничит:
- на севере — коммуна Мария-Элена
- на северо-востоке — коммуна Калама
- на востоке — коммуна Сан-Педро-де-Атакама
- на юге — коммуна Антофагаста
- на западе — коммуны Антофагаста, Мехильонес

## Демография
Согласно сведениям, собранным в ходе переписи 2017 г  Национальным институтом статистики (INE),  население коммуны составляет:
| Полное население                          | Полное население                          | Полное население                          | Полное население                          | Полное население                          | 10 186 |
| ----------------------------------------- | ----------------------------------------- | ----------------------------------------- | ----------------------------------------- | ----------------------------------------- | ------ |
| в том числе:                              | Городское население                       | 0                                         | Процент городского населения, %           | 0,00                                      |        |
|                                           | Сельское население                        | 10 186                                    | Процент сельского населения, %            | 100,00                                    |        |
|                                           | Мужское население                         | 8 662                                     | Процент мужского населения, %             | 85,04                                     |        |
|                                           | Женское население                         | 1 524                                     | Процент женского населения, %             | 14,96                                     |        |
| Плотность населения, чел/км²              | Плотность населения, чел/км²              | Плотность населения, чел/км²              | Плотность населения, чел/км²              | Плотность населения, чел/км²              | 0,79   |
| Население коммуны в % к населению области | Население коммуны в % к населению области | Население коммуны в % к населению области | Население коммуны в % к населению области | Население коммуны в % к населению области | 1,68   |

| Динамика изменения населения коммуны | Динамика изменения населения коммуны | Динамика изменения населения коммуны | Динамика изменения населения коммуны |
| ------------------------------------ | ------------------------------------ | ------------------------------------ | ------------------------------------ |
| 1992                                 | 2002                                 | 2012                                 | 2017                                 |
| 1425                                 | 2356▲                                | 1206▼                                | 10186▲                               |

## Важнейшие населенные пункты[4]
| № | Название       | Название (исп.) | Статус  | Население чел. (2017) | На карте                        |
| - | -------------- | --------------- | ------- | --------------------- | ------------------------------- |
| 1 | Сентинела      | Centinela       | шахта   | 4789                  | 22°55′41″ ю. ш. 69°05′50″ з. д. |
| 2 | Сьерра-Горда   | Sierra Gorda    | шахта   | 1643                  | 22°54′02″ ю. ш. 69°20′55″ з. д. |
| 3 | Габи           | Gaby            | шахта   | 905                   | 23°25′17″ ю. ш. 68°47′31″ з. д. |
| 4 | Бакедано       | Baquedano       | поселок | 858                   | 23°19′58″ ю. ш. 69°50′22″ з. д. |
| 5 | Ломас-Байяс    | Lomas Bayas     | шахта   | 596                   | 23°25′01″ ю. ш. 69°29′46″ з. д. |
| 6 | Спенсе         | Spence          | шахта   | 510                   | 22°49′15″ ю. ш. 69°16′16″ з. д. |
| 7 | Сьерра-Горда   | Sierra Gorda    | поселок | 477                   | 22°53′27″ ю. ш. 69°19′10″ з. д. |
| 8 | Альгорта-Норте | Algorta Norte   | шахта   | 223                   | 23°07′45″ ю. ш. 69°51′46″ з. д. |

## Транспорт
Через посёлок проходит шоссе № 25 и «Железная дорога из Антофагасты в Боливию».